# Czerganowo
Czerganowo (bułg. Черганово) – wieś w południowo-środkowej Bułgarii, w obwodzie Stara Zagora, w gminie Kazanłyk. Według danych Narodowego Instytutu Statystycznego, 31 grudnia 2011 roku wieś liczyła 943 mieszkańców.
Sobór odbywa się corocznie 14 października.

## Położenie
Czerganowo znajduje się w Kotlinie Kazanłyskiej, w Dolinie Róż.